# Ageas Holding
Die Ageas Holding ist nach der Finanzkrise 2008 aus dem ehemaligen belgisch-niederländischen Finanzkonzern der Fortis Gruppe hervorgegangen. Die Umbenennung von Fortis in Ageas erfolgte am 30. April 2010.
Die Ageas Holding führt keine Bankgeschäfte mehr aus. Ende 2008 hatte sie festverzinsliche Wertpapiere von 43,6 Milliarden Euro ausgegeben.

## Aufspaltung der ehemaligen Fortis Holding
Am 28. September 2008 wurde bekannt, dass die Regierungen von Belgien, Luxemburg und den Niederlanden für 11 Milliarden Euro große Teile des Konzerns infolge der Finanzkrise ab 2007 übernehmen.
Die übrigen Betriebsanteile der ehemaligen Fortis Holding (Fortis Bank, Fortis Investments und Von Essen Bank) wurden vorläufig vom belgischen Staat übernommen und einstweilen weiter betrieben.
Am 4. Oktober 2008 wurde der niederländische Teil der Fortis-Gruppe (ABN AMRO, Fortis Bank Nederland Holding NV, ASR Nederland) durch die Niederlande für 16,8 Milliarden Euro zu 100 Prozent übernommen. Die Versicherung firmiert nun als ASR Nederland und der Bankenbereich gehört zur neu gebildeten ABN AMRO Bank N.V.
Faktisch wurde somit die Fortis-Gruppe geografisch entlang der belgisch-niederländischen Staatsgrenze in zwei Unternehmen aufgespalten. Dies sei nötig gewesen, da der niederländische Teil im Gegensatz zum belgischen Teil der Bank stark von Guthabenabgängen betroffen war.
Nachdem der Luxemburger Staat eine Beteiligung von 49,9 Prozent an der Fortis Banque Luxembourg übernommen hatte, firmiert die Bankensparte ab 22. Dezember 2008 unter BGL Société Anonyme. Die Versicherungssparte firmiert als Fortis Assurance Luxembourg, die aber zur Ageas Insurance International der Fortis Holding gehört.
Nachdem in der Nacht zum 6. März 2009 zwischen Belgien und BNP Paribas ein neuer Plan zur Zerschlagung der Fortis-Holding beschlossen worden ist, hat sich auch Luxemburg mit BNP Paribas auf einen Einstieg bei der BGL S.A. geeinigt. Der luxemburgische Staat will vorerst 34 % der Kapitalanteile behalten. Nach dem Abschluss unterschiedlicher Transaktionen in Frankreich, Belgien und Luxemburg ist nach Beschlüssen auf der Verwaltungsratssitzung vom 13. Mai 2009 die BNP Paribas Gruppe Mehrheitsaktionär von BGL geworden. Sie kontrolliert nunmehr – unmittelbar und mittelbar über Fortis Bank – 65,96 % des Kapitals der Bank. Der Luxemburger Staat verfügt weiterhin über eine Beteiligung von 34 %.
Nach den Hauptversammlungen der Fortis Holding am 28. + 29. April 2009 wurde auch ein neues Board of Directors gewählt. Bart De Smet (51) wurde am 1. Juli 2009 als Geschäftsführer (CEO) Nachfolger von Karel De Boeck. Chairman blieb Jozef de Mey.
Nach der Umstrukturierung der ehemaligen Fortis Holding im Oktober 2008 besteht die neue Ageas Holding aus folgenden Bereichen:
- 100 % Ageas Insurance International
- 75 % AG Insurance (25 % zur BNP Paribas Fortis)
- 50 % Ageas Hybrid Financing S.A.
- 44,7 % Royal Park Investments (RPI)

Finanzwerte und Verbindlichkeiten im Zusammenhang mit verschiedenen Finanzierungsinstrumenten

## Aktionärsstruktur
Die Aktien der neuen Ageas Holding werden an der Börse Brüssel gehandelt.
Die neue Ageas Holding hat folgende Hauptaktionäre (Januar 2024):
- 10,10 % – Fosun International
- 6,38 % – SFPI-FPIM
- 3,08 % – Vanguard Group
- 3,03 % – Ageas SA/NV
- 1,54 % – Schroders

## Abwicklung von Fortis Finanzprodukten
Nach der Aufspaltung der Fortis Sparten im Herbst 2008 war die Zukunft für die Fortis Finanzprodukte offen. Die Fortis Bank Belgium, BNP Paribas, Fortis Holding und der belgische Staat (Staatsholding SFPI/FPIM) haben daher am 12. März 2009 eine Lösung gefunden. Danach soll die Royal Park Investments (RPI) SA/NV als Zweckgesellschaft die strukturierten Kreditportfolios der Fortis Bank übernehmen.
Dabei sollen Finanzprodukte mit einem Nominalwert von 19,3 Mrd. Euro zu geschätzten Kosten von 11,4 Mrd. Euro übernommen werden. Diese 11,4 Mrd. Euro sollen durch 1,7 Mrd. Euro Eigenkapital und 9,7 Mrd. Euro Anleihen finanziert werden.
Anteilseigner der Royal Park Investments (RPI) SA/NV sind:
- 44,70 % Ageas Holding
- 43,53 % belgischen Staatsholding SFPI/FPIM
- 11,77 % BNP Paribas